# Donelson
Donelson es un barrio de Nashville, Tennessee, cerca de 6 mi (10   km) al este del centro de Nashville por la ruta 70 de los EE. UU . Lleva el nombre en honor a John Donelson, cofundador de Nashville y suegro de Andrew Jackson, Nashvillian y séptimo presidente de los Estados Unidos . Ahora se incorpora como parte del Gobierno Metropolitano de Nashville y el Condado de Davidson. 
En la década de 1880, Donelson era una estación en el ferrocarril Tennessee y Pacific justo al sur de la antigua aldea de McWhirtersville en el Líbano Pike. Comenzó su desarrollo moderno poco después de la Segunda Guerra Mundial, y su ubicación junto al aeropuerto de Nashville llevó a gran parte de su crecimiento posterior. También fue el sitio de un ejemplo temprano de lo que luego se llamaría un centro comercial o "centro comercial", Donelson Plaza. 
El barrio más antiguo de Donelson es Bluefields. El desarrollo de la subdivisión Bluefields comenzó en 1929 por la Bransford Realty Company de Nashville, Tennessee. La construcción de viviendas comenzó a principios de la década de 1930, con cincuenta a sesenta viviendas construidas por Bransford Realty Company a fines de 1938. La fase final de construcción, Bluefield Square, se desarrolló en la década de 1970 en la propiedad que una vez ocupó Swiss Farm Dairy dentro de Bluefields propiamente dicha.
Donelson es ahora un ejemplo de un suburbio temprano de la posguerra con un stock de casas de estilo rancho independientes, en su mayoría de medio siglo, de ladrillo rojo. Sin embargo, ha habido cierta tendencia al relleno en los últimos años, en gran medida vinculado a la expansión de desagües. La conveniencia del área se vio incrementada en parte por el embalse del lago Percy Priest en el río Stones a fines de la década de 1960, lo que aumentó las oportunidades recreativas de verano. 
En Donelson estaba el parque temático Opryland USA, que cerró en 1997. Esta propiedad es ahora el centro comercial Opry Mills y el Grand Ole Opry . Por lo general, se considera como una unidad junto con el vecindario adyacente de Hermitage al otro lado del río Stones a lo largo de la US 70; Las dos comunidades comparten una Cámara de Comercio. 
Donelson cuenta con cientos de pequeñas y medianas empresas locales. Hip Donelson, una exención de impuestos 501 (c) 3, creada para promover y desarrollar la comunidad local, enumera más de cien empresas de Donelson (Tennessee), que operan en el vecindario. Donelson también alberga la sede nacional de HarperCollins Christian Publishers, una nueva sucursal de la Universidad Estatal de Nashville, y más de 40 hoteles y moteles que atienden a turistas y viajeros de negocios que utilizan el Aeropuerto Internacional BNA.
En los últimos años, Donelson ha mostrado una gran demanda como un lugar deseable para vivir, y es comúnmente discutido como uno de los próximos vecindarios de Nashville con un crecimiento explosivo. Un artículo de 2016 en Realtor.com citó a Donelson como el decimoquinto código postal más deseable en los Estados Unidos.
Como con la mayoría de las comunidades que no son lugares designados por el censo, hacer una estimación realista de la población de la comunidad es muy problemático. Generalmente se considera que Donelson es coextensivo con el código postal 37214 del Servicio Postal de los Estados Unidos, que es el código postal de la estación Donelson de la oficina postal de Nashville. Según la Oficina del Censo de EE. UU., 2016 estima que la población para el código postal 37214 era de 30,230.
La comunidad tiene una estación en la línea de tren de cercanías Music City Star, que comenzó a funcionar en septiembre de 2006.

## Galería

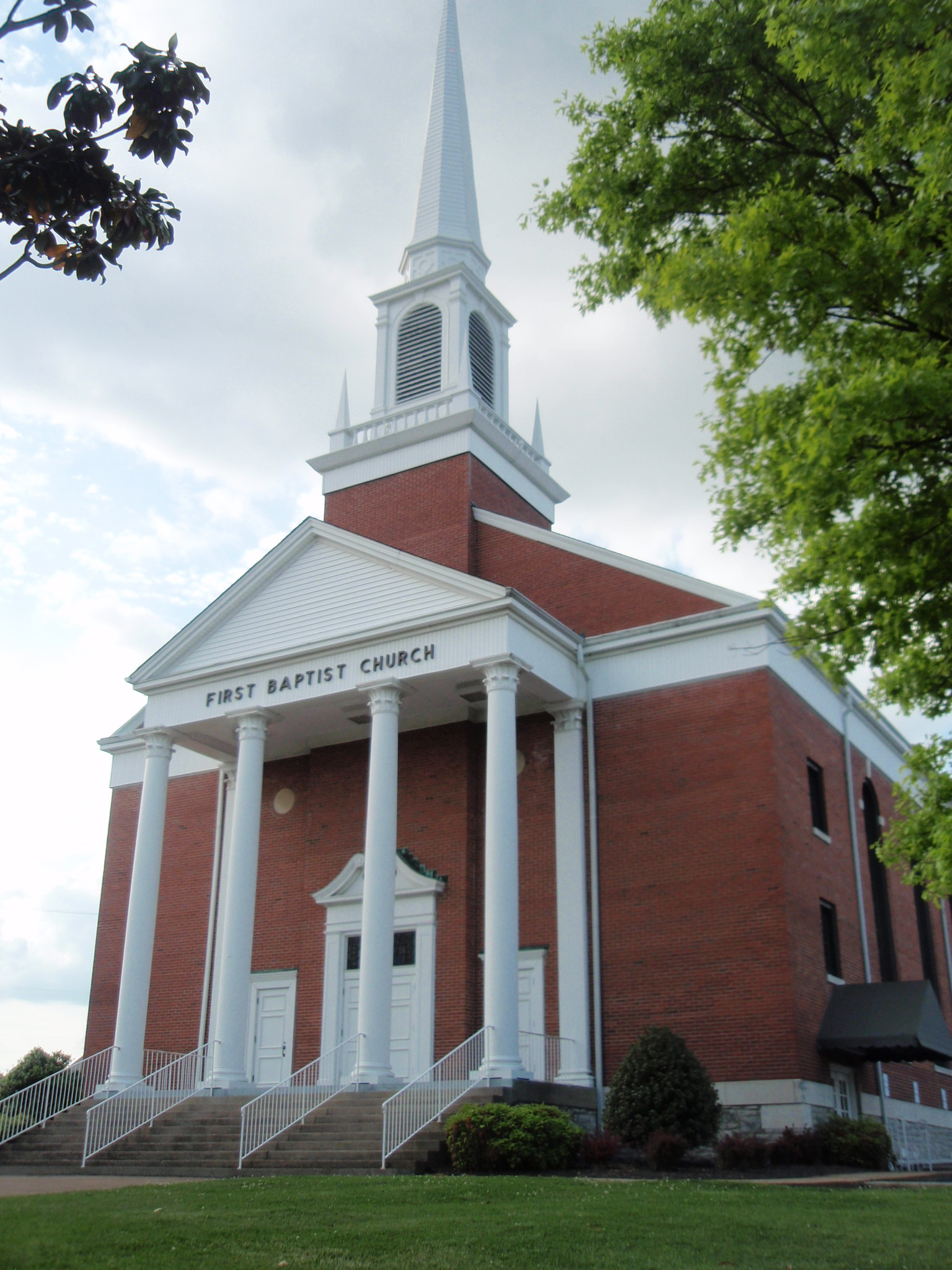
Primera Iglesia Bautista de Donelson
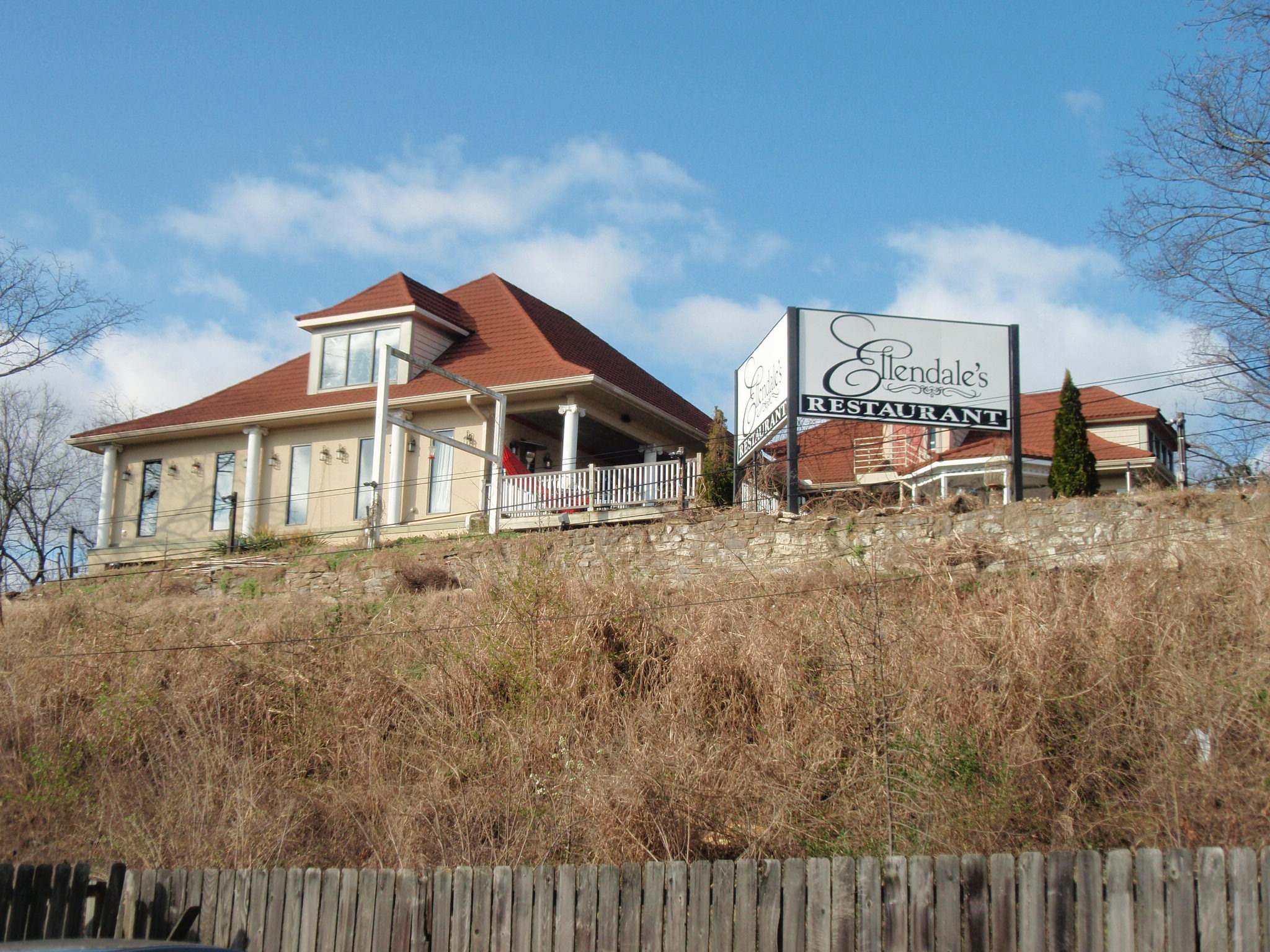
Ellendale's Restaurant en Donelson
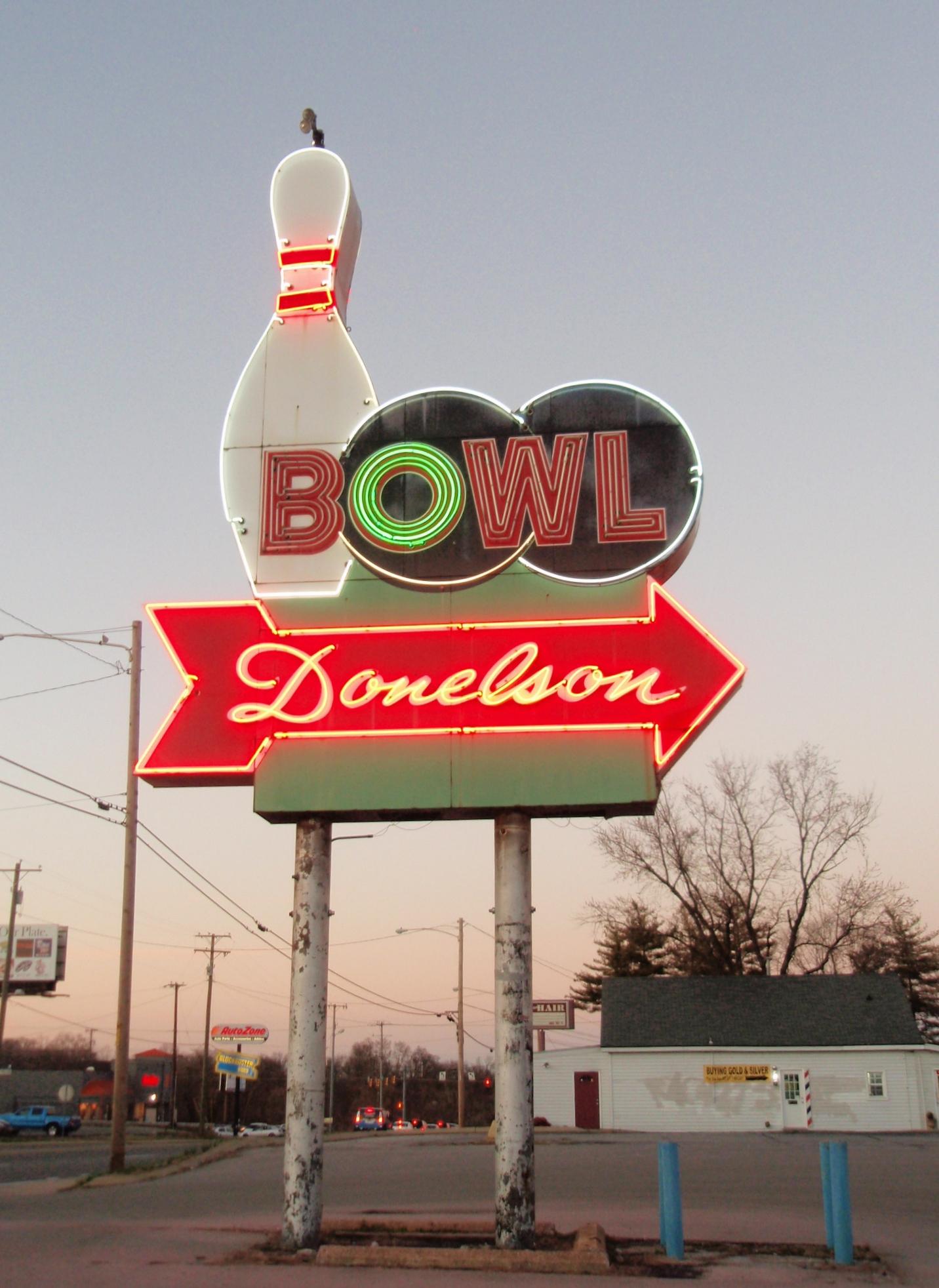
Tazón Donelson